# 遠藤乾
遠藤 乾（えんどう けん、1966年3月27日 - ）は、日本の政治学者。専門は政治学。特に国際政治・EU・安全保障研究。東京大学大学院法学政治学研究科教授。読売・吉野作造賞受賞。

## 来歴
東京都出身。桐蔭学園高等学校卒業、北海道大学法学部卒業後、ベルギー・ルーヴァン・カトリック大学修士課程、欧州委員会未来工房専門調査員を経て、オックスフォード大学で政治学博士号取得。
1996年、北海道大学法学部助手。1997年、同講師。1998年、同助教授。2005年、北海道大学公共政策大学院助教授。2006年、北海道大学大学院法学研究科・公共政策大学院教授。2022年、東京大学大学院法学政治学研究科教授。
その他、在イタリア欧州大学院大学ジャン・モネ研究員、米ハーバード法科大学院エミール・ノエル研究員、在台湾国立政治大学客員教授、東京大学法学部非常勤講師、京都大学法学部非常勤講師、仏パリ政治学院客員教授、欧州大学院大学フェルナン・ブローデル上級研究員などを歴任。
『読売新聞』コラム、『毎日新聞』時評フォーラム、『外交フォーラム』書評欄で連載していたほか、NHK、テレビ朝日、TBSなどのテレビ・ラジオ番組でゲスト・コメンテータとしてしばしば登場し、三角山FMにて「遠藤乾のフライデースピーカーズ」のパーソナリティを務める。
2010年より、日本政治学会理事。2012年より、日本国際政治学会理事。
2014年、『統合の終焉―EUの実像と論理』で第15回読売・吉野作造賞受賞。
2015年より、外務省政策評価アドヴァイザリーボード。2016年より、朝日新聞論壇委員。2018年より、日本国際問題研究所客員研究員。
2022年、藤原帰一の後任として東京大学大学院法学政治学研究科教授に着任。

## 著作

### 単著
- The Presidency of the European Commission under Jacques Delors: The Politics of Shared Leadership (Macmillan, 1999)
- 『統合の終焉――EUの実像と論理』（岩波書店、2013年）
- 『欧州複合危機――苦悶するEU、揺れる世界』（中央公論新社、2016年）

### 共同編集代表
シリーズ「日本の安全保障」（岩波書店, 2014―15年）https://www.iwanami.co.jp/moreinfo/028751+/top.html　　
- 第1巻　安全保障とは何か（遠藤誠治・遠藤乾編、2014年）
- 第2巻　日米安保と自衛隊（遠藤誠治編、2015年）
- 第3巻　立憲的ダイナミズム（水島朝穂編、2015年）
- 第4巻　沖縄が問う日本の安全保障（島袋純・阿部浩己編、2015年）
- 第5巻　チャイナ・リスク（川島真編、2015年）
- 第6巻　朝鮮半島と東アジア（木宮正史編、2015年）
- 第7巻　技術・環境・エネルギーの連動リスク（鈴木一人編、2015年）
- 第8巻　グローバル・コモンズ（遠藤乾編、2015年）

### 共著
- （西谷修・酒井直樹・市田良彦・酒井隆史・宇野邦一・尾崎一郎・トニ・ネグリ・マイケル・ハート）『非対称化する世界――『<帝国>』への射程』（以文社、2005年）
- （徐友漁・鈴木賢・川島真・石井知章）『文化大革命の遺制と闘う―徐友漁と中国のリベラリズム』（社会評論社、2013年）

### 編著
- 『グローバル・ガバナンスの最前線――現在と過去のあいだ』（東信堂、2008年）
- 『ヨーロッパ統合史』（名古屋大学出版会、2008年）
- 『原典ヨーロッパ統合史――史料と解説』（名古屋大学出版会、2008年）
- 『グローバル・ガバナンスの歴史と思想』（有斐閣、2010年）
- 『歐洲統合史』（國立編譯館主譯、王文萱譯）（台北、五南圖書出版、2010年）
- 『ヨーロッパ統合史（増補版）』（名古屋大学出版会、2014年）
- 『グローバル・コモンズ』（岩波書店、2015年）

### 共編著
- （山口二郎・山崎幹根）『グローバル化時代の地方ガバナンス』（岩波書店、2003年）
- （城山英明・石田勇治）『紛争現場からの平和構築――国際刑事司法の役割と課題』（東信堂、2007年）
- （板橋拓己）『複数のヨーロッパ――欧州統合史のフロンティア』（北海道大学出版会、2011年）
- （鈴木一人）『EUの規制力』（日本経済評論社、2012年）
- （遠藤誠治）『安全保障とは何か』（岩波書店、2014年）

### 共訳書
- （佐藤崇子・井口保宏・宮井健志）『軽いシティズンシップ――市民、外国人、リベラリズムのゆくえ』（岩波書店、2013年）

## 主要論文

### 雑誌論文
- “La Presidenza della Commissione Europea. Vincoli e Risorse.” Rivista Italiana di Scienza Politica, XXV/3, Dicembre 1995
- 「さまよえるヨーロッパ統合：デモクラシーとテクノクラシーの狭間」『世界』642号、1997年11月
- 「重層化する政治空間：ポスト通貨統合の秩序像」『世界』658号、1999年2月
- “Subsidiarity and Its Enemies: To What Extent Is Sovereignty Contested in the Mixed Commonwealth of Europe?” EUI Working Paper RSC 2001/24, July 2001
- 「感染症はいかにして国際政治の問題足りうるか」『科学』（岩波書店）、75巻1号、2005年1月
- 「ISAF参加の是非をめぐり議論の本位を定る事」『世界』772号、2007年12月
- 「冷戦後二〇年―ユートピア殺しを超えて」『外交フォーラム』（「ベルリンの壁崩壊から20年」特集号）2009年12月号
- “Towards a Transnational Intimate Sphere?―'Care Deficit' and Global Householding in East Asia―,” Hokkaido Law Review, 62/6, 2012
- 「ユーロ危機の深層―対岸の火事を超えて」『アステイオン』76号、2012年5月
- 「グローバル化2・0―TPP賛否両極論を排す」『中央公論』128巻、2013年3月。
- 「統合と分断の同時深化こそ欧州の「新常態」」（ギリシャ対EU特集）『中央公論』129(4)号、2015年4月、144-151頁。
- 「ＥＵの歴史と将来―ヨーロッパはどこに向かうのか」『国際問題』641号、2015年5月、5-15頁。
- 「危機を生きる ─ ギリシャの国民投票後のEU」『學士會会報』No.914、2015年9月、26-33頁。

### 単行本所収論文
- 「ヨーロッパ統合のリーダーシップ――ジャック・ドロールの権力と行動」佐々木隆生・中村研一編『ヨーロッパ統合の脱神話化――ポスト・マーストリヒトの政治経済学』（ミネルヴァ書房、1994年）
- “The Security Foundations of Economic Integration: A Comparison between East Asia and Western Europe,” Christopher Dent and David Huang eds., Northeast Asian Regionalism: Learning from the European Experience (London: RoutledgeCurzon, 2002)
- 「主権とヨーロッパ統合──主権の絶対性・一体不可分性・永遠性を中心に」大芝亮・古城佳子・石田淳編『日本の国際政治学（2）国境なき国際政治』（有斐閣、2009年）
- 「ヨーロッパ統合に向けて―起点としての第一次世界大戦」『現代の起点・第一次世界大戦 4 遺産』岩波書店、2014年。

## 連載
- 「明日を探る」（『朝日新聞』オピニオン面、2016年～）
- 「月刊時論フォーラム」（『毎日新聞』文化面、2015年～）
- 「私の3点」（『読売新聞』文化面、2014年～16年）
- 「ワールドスコープ」（『読売新聞』文化面、2009-10年）
- 「書評フォーラム」（『外交フォーラム』、2009-10年）
- 遠藤乾のフライデースピーカーズ（三角山放送局） - ポッドキャスト配信もされている。

## 出演

### テレビ
- 報道ステーション（テレビ朝日）- ゲストコメンテーター
- グローバルディベートWisdom (NHK BS1) - ゲストコメンテーター

### ラジオ
- 荻上チキ・Session-22（TBSラジオ）- ゲストコメンテーター[6]
- 夕刊おがわ（HBCラジオ）- ゲストコメンテーター[7]

### ネット番組
- ポリタスTV（YouTube、2022年4月20日）